# Oligomyrmex frontalis
Oligomyrmex frontalis är en myrart som beskrevs av Weber 1950. Oligomyrmex frontalis ingår i släktet Oligomyrmex och familjen myror. Inga underarter finns listade i Catalogue of Life.